# El amigo de la familia
El amigo de la familia (italiano: L'amico di famiglia) es una película italiana de 2006 dirigida por Paolo Sorrentino. Fue presentada en el Festival Internacional de Cine de Cannes 2006.

## Resumen
Geremia, un sastre de avanzada edad, que es también prestamista y algo usurero, es un hombre repulsivo y tacaño. Vive en una casa destartalada con la única compañía de una madre enferma. Su relación con el dinero es enfermiza y casi obsesiva. Lo usa para entrometerse en los asuntos de los demás, para lo que finge ser un buen amigo de la familia. Un día, alguien le pide dinero para la boda de su hija, Rosalba, de la que el avaro se enamora a primera vista.

## Reparto
- Giacomo Rizzo - Geremia De Geremei
- Laura Chiatti - Rosalba De Luca
- Luigi Angelillo - Saverio (como Gigi Angelillo)
- Marco Giallini - Attanasio
- Barbara Valmorin - Nonna al bingo
- Luisa De Santis - Silvia
- Clara Bindi - Madre de Geremia
- Roberta Fiorentini - Mujer de Saverio
- Elia Schilton - Teasuro
- Lorenzo Gioielli - Montanaro
- Emilio De Marchi - Chef
- Giorgio Colangeli - Massa
- Fabio Grossi - Cuñado de Saverio
- Lucia Ragni - Cassiera
- Fabrizio Bentivoglio - Gino